# Margherita Carola di Sassonia
Principessa Margherita Carola Guglielmina Vittoria Adelaide Albertina Petrusa Bertram Paola di Sassonia, duchessa di Sassonia (in tedesco Prinzessin Margarete Karola Wilhelmine Viktoria Adelheid Albertine Petrusa Bertram Paula von Sachsen, Herzogin zu Sachsen; Dresda, 24 gennaio 1900 – Friburgo in Brisgovia, 16 ottobre 1962), fu una principessa della casata di Sassonia per nascita e principessa consorte di Hohenzollern per matrimonio.

## Biografia
Margherita Carola era la quinta figlia del re Federico Augusto III di Sassonia, e di sua moglie, l'arciduchessa Luisa d'Asburgo-Toscana. Tra i suoi fratelli vi furono Giorgio e Federico Cristiano, margravio di Meissen.
Dopo che il padre fu costretto all'abdicazione dalla rivoluzione tedesca del 1918, nel 1919 lasciò Dresda e, insieme al marito, si stabilì a Friburgo in Brisgovia, dove morì il 16 ottobre 1962.

## Matrimonio e figli
Margherita Carola sposò il Principe Ereditario Federico Vittorio di Hohenzollern (in seguito Federico, Principe di Hohenzollern), figlio di Guglielmo, Principe di Hohenzollern e della sua prima moglie, la principessa Maria Teresa di Borbone-Due Sicilie, il 2 giugno 1920 al Castello di Sibyllenort a Sibyllenort in Slesia, Germania. Margherita Carola e Federico ebbero sette figli:
| Nome | Luogo e data di nascita                 | Luogo e data di morte          |
| --- | --------------------------------------- | ------------------------------ |
| Principessa Benedetta Maria Antonia Matilde Anna di Hohenzollern                                               | 19 febbraio 1921 Sigmaringen            | 21 ottobre 2011                |
| Principessa Maria Adelgonda Alice Luisa Giuseppina                                                             | 19 febbraio 1921 Sigmaringen            | 23 maggio 2006 Frauenfeld      |
| Principessa Maria Teresa Ludovica Cecilia Zita Elisabetta Ilda Agnese di Hohenzollern                          | 11 ottobre 1922 Castello di Sigmaringen | 13 dicembre 2004               |
| Principe Federico Guglielmo Ferdinando Giuseppe Maria Manuele Giorgio Meinardo Fedele Benedetto Michele Uberto | 3 febbraio 1924 Schloss Umkirch         | 16 settembre 2010              |
| Principe Francesco Giuseppe Uberto Maria Meinardo Michele di Hohenzollern                                      | 15 marzo 1926 Schloss Umkirch           | 13 marzo 1996 Sigmaringen      |
| Principe Giovanni Giorgio Carlo Leopoldo Eitel Federico Meinardo Maria Uberto Michele di Hohenzollern          | 31 luglio 1932 Schloss Sigmaringen      | 2 marzo 2016 Monaco di Baviera |
| Principe Ferfried Massimiliano Pio Meinardo Maria Uberto Michele Giustino di Hohenzollern                      | 14 aprile 1943 Schloss Umkirch          |                                |

## Onorificenze

### Titoli e trattamento
- 24 gennaio 1900 – 2 giugno 1920: Sua Altezza Reale Principessa Margherita Carola di Sassonia, Duchessa di Sassonia.
- 2 giugno 1920 – 22 ottobre 1927: Sua Altezza Reale La Principessa Ereditaria di Hohenzollern, Principessa e Duchessa di Sassonia.
- 22 ottobre 1927 – 16 ottobre 1962: Sua Altezza Reale La Principessa di Hohenzollern, Principessa e Duchessa di Sassonia.

## Ascendenza
|                                   |                        |                                      | Genitori                              |  |  | Nonni |  |  | Bisnonni             |  |  | Trisnonni                |  |
|                                   |                        |                                      |                                       |  |  |       |  |  | Giovanni di Sassonia |  |  | Massimiliano di Sassonia |  |
|                                   |                        |                                      |                                       |  |  |       |  |  | Giovanni di Sassonia |  |  | Massimiliano di Sassonia |  |
|                                   |                        | Carolina di Borbone-Parma            |                                       |  |  |       |  |  | Giovanni di Sassonia |  |  |                          |  |
| Giorgio di Sassonia               |                        |                                      |                                       |  |  |       |  |  | Giovanni di Sassonia |  |  |                          |  |
|                                   |                        | Amalia Augusta di Baviera            | Massimiliano I Giuseppe di Baviera    |  |  |       |  |  |                      |  |  |                          |  |
|                                   |                        | Amalia Augusta di Baviera            | Massimiliano I Giuseppe di Baviera    |  |  |       |  |  |                      |  |  |                          |  |
|                                   |                        | Amalia Augusta di Baviera            | Carolina di Baden                     |  |  |       |  |  |                      |  |  |                          |  |
| Federico Augusto III di Sassonia  |                        | Amalia Augusta di Baviera            |                                       |  |  |       |  |  |                      |  |  |                          |  |
|                                   |                        | Ferdinando II del Portogallo         | Ferdinando di Sassonia-Coburgo-Kohary |  |  |       |  |  |                      |  |  |                          |  |
|                                   |                        | Ferdinando II del Portogallo         | Ferdinando di Sassonia-Coburgo-Kohary |  |  |       |  |  |                      |  |  |                          |  |
|                                   |                        | Ferdinando II del Portogallo         | Maria Antonia di Koháry               |  |  |       |  |  |                      |  |  |                          |  |
| Maria Anna Ferdinanda di Braganza |                        | Ferdinando II del Portogallo         |                                       |  |  |       |  |  |                      |  |  |                          |  |
|                                   |                        | Maria II del Portogallo              | Pietro I del Brasile                  |  |  |       |  |  |                      |  |  |                          |  |
|                                   |                        | Maria II del Portogallo              | Pietro I del Brasile                  |  |  |       |  |  |                      |  |  |                          |  |
|                                   |                        | Maria II del Portogallo              | Maria Leopoldina d'Asburgo-Lorena     |  |  |       |  |  |                      |  |  |                          |  |
| Margherita Carola di Sassonia     |                        | Maria II del Portogallo              |                                       |  |  |       |  |  |                      |  |  |                          |  |
|                                   | Leopoldo II di Toscana | Ferdinando III di Toscana            |                                       |  |  |       |  |  |                      |  |  |                          |  |
|                                   | Leopoldo II di Toscana | Ferdinando III di Toscana            |                                       |  |  |       |  |  |                      |  |  |                          |  |
|                                   | Leopoldo II di Toscana | Luisa Maria Amalia di Borbone-Napoli |                                       |  |  |       |  |  |                      |  |  |                          |  |
| Ferdinando IV di Toscana          | Leopoldo II di Toscana |                                      |                                       |  |  |       |  |  |                      |  |  |                          |  |
|                                   |                        | Maria Antonia di Borbone-Due Sicilie | Francesco I delle Due Sicilie         |  |  |       |  |  |                      |  |  |                          |  |
|                                   |                        | Maria Antonia di Borbone-Due Sicilie | Francesco I delle Due Sicilie         |  |  |       |  |  |                      |  |  |                          |  |
|                                   |                        | Maria Antonia di Borbone-Due Sicilie | Maria Isabella di Spagna              |  |  |       |  |  |                      |  |  |                          |  |
| Luisa d'Asburgo-Toscana           |                        | Maria Antonia di Borbone-Due Sicilie |                                       |  |  |       |  |  |                      |  |  |                          |  |
|                                   |                        | Carlo III di Parma                   | Carlo II di Parma                     |  |  |       |  |  |                      |  |  |                          |  |
|                                   |                        | Carlo III di Parma                   | Carlo II di Parma                     |  |  |       |  |  |                      |  |  |                          |  |
|                                   |                        | Carlo III di Parma                   | Maria Teresa di Savoia                |  |  |       |  |  |                      |  |  |                          |  |
| Alice di Borbone-Parma            |                        | Carlo III di Parma                   |                                       |  |  |       |  |  |                      |  |  |                          |  |
|                                   |                        | Luisa Maria di Borbone-Francia       | Carlo di Borbone-Francia              |  |  |       |  |  |                      |  |  |                          |  |
|                                   |                        | Luisa Maria di Borbone-Francia       | Carlo di Borbone-Francia              |  |  |       |  |  |                      |  |  |                          |  |
|                                   |                        | Luisa Maria di Borbone-Francia       | Carolina di Borbone-Due Sicilie       |  |  |       |  |  |                      |  |  |                          |  |
|                                   |                        | Luisa Maria di Borbone-Francia       |                                       |  |  |       |  |  |                      |  |  |                          |  |